# Елі Урбанова
Елі Урбанова (есп. Eli Urbanová, насправді Елішка Врзакова, есп. Eliška Vrzáková; 8 лютого 1922, Часлав — 20 січня 2012, Прага) — чеська музикантка, есперантистка, поетеса, яка писала мовою есперанто.

## Біографія
Елі Урбанова народилася в Чаславі як Елішка Врзакова. У Чаславі навчалася в початковій школі, гімназії та інституті підготовки вчителів. Тут вона також написала свою першу новелу.
Закінчивши навчання, вона почала працювати в приватній музичній школі Штепана Урбана (Štěpán Urban), за якого у 1942 році вийшла заміж і з яким прожила до 1955 року. В школі навчала грати на фортепіано, скрипці та віолончелі.
У 1940 році з'явилася перша книга Елішки Врзакової, томик поезій «Дзеркало», написаний чеською мовою і виданий під псевдонімом Елі Урбанова. Її ранні роботи схвалила чеська письменниця Марія Маєрова.
У 1948 році під впливом актора Карла Гегера, який виступав у театральних п'єсах на есперанто, вона почала вивчати цю мову. Через два роки вона написала свій перший вірш на есперанто, а в 1960 році вийшла книжка її поезій «Тільки три кольори!» (Nur Tri Kolorojn!). Її вірші, написані на есперанто, почали друкувати регіональні та зарубіжні часописи про культуру, кілька з них були нагороджені літературними преміями на Всесвітньому конгресі есперантистів. У 1956 році вона стала однією із засновниць Міжнародної асоціації письменників есперанто (Internacia Verkista Asocio). Елі Урбанова стала академіком у 1986 році.
У 1975—1977 роках вона сама була членом журі поетичних конкурсів на конгресах. 1990 року стала членом Чеської спілки письменників. У 1995 році був опублікований її перший і єдиний роман «Гетайра танцює» (Hetajro dancas).
Елі Урбанова померла 20 січня 2012 року в Празі.

## Творчість
- 1940: Дзеркало / Zrcadlo (чеською мовою)
- 1960: Тільки три кольори! / Nur Tri Kolorojn!
- 1981: З нижченаведених джерел / El Subaj Fontoj
- 1986: Вірш і сльоза / Verso kaj Larmo
- 1995: Хетаїра танцює / Hetajro Dancas (автобіографічна повість)
- 1995: Вино, чоловіки та пісня / Vino, Viroj kaj Kanto
- 1996: Важке вино / Peza Vino (на есперанто та чеській мові, переклад Йозеф Румлер)
- 2001: З мого будуару / El Mia Buduaro
- 2003: Швидко минав час / Rapide Pasis la Tempʼ
- 2007: Віддавайте перевагу не занадто дивитися ретро / Prefere Ne Tro Rigardi Retro